# Ayako Sono

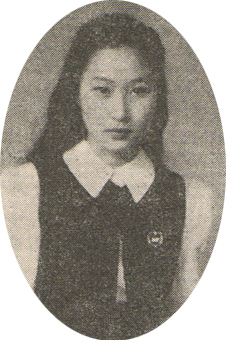
Ayako Sono während ihrer Schulzeit

Ayako Sono (japanisch 曾野 綾子, Sono Ayako, wirklich: Chizuko Miura (三浦 知寿子, Miura Chizuko); * 17. September 1931 in Katsushika, Tokio; † 28. Februar 2025 in Tokio) war eine japanische Schriftstellerin.

## Leben
Sono besuchte eine katholische Mädchenschule in Tokio, die sie mit einem Bachelor in englischer Sprache abschloss. 1948 trat sie zum katholischen Glauben über, 1953 heiratete sie den Literaturwissenschaftler und Autor Shumon Miura. 1949 begann sie während ihrer Oberschulzeit zu schreiben, als einziges weibliches Mitglied einer Autorengruppe.
Für Enrai no kyaku-tachi (遠来の客たち) wurde sie 1954 für den Akutagawa-Preis nominiert. In mehreren ihrer Bücher reflektierte sie ihre Hinwendung zum katholischen Glauben. Anfang der 1970er Jahre erschienen eine sieben- und eine zwölfbändige Auswahlausgabe ihrer Werke. 1974 erhielt sie eine Audienz bei Papst Paul VI. 1982 reiste sie 45 Tage auf den Spuren von Paulus durch den Mittleren Osten.
1980 verweigerte sie die Annahme des Frauenliteraturpreises, der ihr für das Buch Kami no yogoreta te (神の汚れた手) verliehen werden sollte. 1993 erhielt sie den Onshi-shō (Kaiserlicher Preis) der Japanischen Akademie der Künste. 2003 wurde sie als Bunka Kōrōsha (Person mit besonderen kulturellen Verdiensten) ausgezeichnet. Im Jahr 2012 erhielt sie den Kikuchi-Kan-Preis „für ihre langjährigen Leistungen als Schriftstellerin, Kritikerin gesellschaftlicher Probleme und ihre hingebungsvolle Tätigkeit im Rahmen von Hilfsaktion mit JOMAS für notleidende Länder der Dritten Welt“.

## Werke (Auswahl)
- 1979 Getsuyōbi no asa no hikari (月曜日の朝の光)
  - Morgenlicht am Montag, aus dem Japanischen von Doris Jacoby, in: Tadao Arai, Ekkehard May (Hrsg.): Zeit der Zikaden. Japanisches Lesebuch. Erzählungen der Gegenwart, Piper, München 1990, ISBN 3-492-11193-9, S. 219–224[3]
- 1979 Koromoyama (衣山)
  - Koromoyama, aus dem Japanischen von Hans-Michael Schlarb, in: Tadao Arai, Ekkehard May (Hrsg.): Zeit der Zikaden. Japanisches Lesebuch. Erzählungen der Gegenwart, Piper, München 1990, ISBN 3-492-11193-9, S. 225–231
- 1986 Saikai (再開)
  - Ein Wiedersehen, aus dem Japanischen von Heinz Haase, in: Marianne Bretschneider, Heinz Haase (Hrsg.): Erkundungen. 19 japanische Erzähler, Volk und Welt, Berlin 1989, ISBN 3-353-00581-1, S. 256–270[4]